# بابیتسه (منطقه تربیچ)
بابیتسه (به چکی: Babice) یک منطقهٔ مسکونی در جمهوری چک است که در منطقه تربیچ واقع شده‌است.
 بابیتسه  ۲۱۱ نفر جمعیت دارد.